# Conferencia de las Bermudas

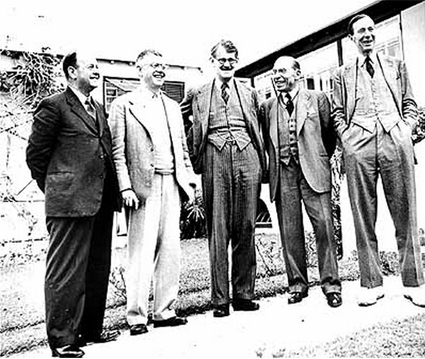
Participantes en la Conferencia de las Bermudas

La Conferencia de las Bermudas fue una conferencia internacional entre el Reino Unido y los Estados Unidos celebrada del 19 de abril de 1943 al 30 de abril de 1943 en Hamilton (Bermudas). El tema de discusión fue la cuestión de los refugiados judíos que habían sido liberados por las fuerzas aliadas y los que aún permanecían en la Europa ocupada por la Alemania nazi. El único acuerdo alcanzado fue que la guerra debía ganarse contra los nazis. No se aumentaron las cuotas de inmigración de los Estados Unidos ni se levantó la prohibición británica de que los refugiados judíos buscaran refugio en el Mandato Británico de Palestina.
La delegación de los Estados Unidos estaba encabezada por Harold W. Dodds. La delegación británica estaba encabezada por Richard Law, un ministro subalterno del Ministerio de Asuntos Exteriores.